# (7858) Bolotov
(7858) Bolotov ist ein Asteroid des inneren Hauptgürtels, der am 26. September 1978 von der sowjetischen Astronomin Ljudmyla Schurawlowa am Krim-Observatorium (IAU-Code 095) in Nautschnyj in der Ukraine entdeckt wurde.
Benannt wurde er am 9. März 2001 nach dem russischen Agrarwissenschaftler, Schriftsteller und Publizist Andrei Timofejewitsch Bolotow (1738–1833),  der die Dichogamie von Apfelbäumen entdeckte und die Vorteile der Kreuzbestäubung aufzeigte.
Der Himmelskörper gehört zur Nysa-Gruppe, einer nach (44) Nysa benannten Gruppe von Asteroiden (auch Hertha-Familie genannt nach (135) Hertha).